# Asienmesterskabet i håndbold 1993 (mænd)
Asienmesterskabet i håndbold 1993 for mænd er det 7. Asienmesterskab i håndbold for mandlige håndboldlandshold. Turneringen blev afviklet i Manama, Bahrain i perioden 24. september – 5. oktober 1993 med deltagelse af 12 hold.
Mesterskabet blev vundet af Sydkorea for femte gang i træk. I finalen besejrede sydkoreanerne Kuwait med 26-22. Bronzemedaljerne gik til Japan, som i bronzekampen vandt over Saudi-Arabien, som i øvrigt meget bemærkelsesværdigt endte på fjerdepladsen, på trods af at holdet kun vandt én kamp i løbet af turneringen.

## Resultater

### Indledende runde
De 12 hold spillede i fire grupper med tre hold, hvorfra de to bedste hold i hver gruppe gik videre til hovedrunden.

#### Gruppe A
| Dato | Kamp                   | Res.  |
| ---- | ---------------------- | ----- |
| ?.9. | Kina - Saudi-Arabien   | 24-24 |
| ?.9. | Kina - Taiwan          | 39-23 |
| ?.9. | Saudi-Arabien - Taiwan | 15-15 |

| Hold          | Kampe | Mål   | Point |
| ------------- | ----- | ----- | ----- |
| Kina          | 2     | 63-47 | 3     |
| Saudi-Arabien | 2     | 39-39 | 2     |
| Taiwan        | 2     | 38-54 | 1     |

#### Gruppe B
| Dato | Kamp             | Res.  |
| ---- | ---------------- | ----- |
| ?.9. | Bahrain - Qatar  | 21-18 |
| ?.9. | Bahrain - Indien | 34-17 |
| ?.9. | Qatar - Indien   | 26-15 |

| Hold    | Kampe | Mål   | Point |
| ------- | ----- | ----- | ----- |
| Bahrain | 2     | 55-35 | 4     |
| Qatar   | 2     | 44-36 | 2     |
| Indien  | 2     | 32-60 | 0     |

#### Gruppe C
| Dato | Kamp                     | Res.  |
| ---- | ------------------------ | ----- |
| ?.9. | Sydkorea - FA Emirater   | 34-21 |
| ?.9. | Sydkorea - Kasakhstan    | 28-14 |
| ?.9. | FA Emirater - Kasakhstan | 35-27 |

| Hold        | Kampe | Mål   | Point |
| ----------- | ----- | ----- | ----- |
| Sydkorea    | 2     | 62-35 | 4     |
| FA Emirater | 2     | 56-61 | 2     |
| Kasakhstan  | 2     | 41-63 | 0     |

#### Gruppe D
| Dato | Kamp           | Res.  |
| ---- | -------------- | ----- |
| ?.9. | Kuwait - Japan | 23-21 |
| ?.9. | Kuwait - Iran  | 33-27 |
| ?.9. | Japan - Iran   | 25-23 |

| Hold   | Kampe | Mål   | Point |
| ------ | ----- | ----- | ----- |
| Kuwait | 2     | 56-48 | 4     |
| Japan  | 2     | 46-46 | 2     |
| Iran   | 2     | 50-58 | 0     |

### Hovedrunde
De to bedste hold fra hver indledende gruppe spillede i hovedrunden om fire pladser i semifinalerne. De otte hold var inddelt i to nye grupper med fire hold i hver. Vinderne af de indledende grupper B og D samt toerne fra gruppe A og C samledes i gruppe E, mens de øvrige fire hold spillede i gruppe F.
Vinderne og toerne i de to hovedrundegrupper gik videre til semifinalerne, treerne gik videre til kampen om 5.- og 6.-pladsen, mens firerne måtte tage til takke med at spille om 7.- og 8.-pladsen.

#### Gruppe E
| Dato | Kamp                        | Res.  |
| ---- | --------------------------- | ----- |
| ?    | Kuwait - Saudi-Arabien      | 30-28 |
| ?    | Kuwait - Bahrain            | 26-24 |
| ?    | Kuwait - FA Emirater        | 24-15 |
| ?    | Saudi-Arabien - Bahrain     | 20-20 |
| ?    | Saudi-Arabien - FA Emirater | 23-19 |
| ?    | Bahrain - FA Emirater       | 19-17 |

| Hold          | Kampe | Mål   | Point |
| ------------- | ----- | ----- | ----- |
| Kuwait        | 3     | 80-67 | 6     |
| Saudi-Arabien | 3     | 71-69 | 3     |
| Bahrain       | 3     | 63-63 | 3     |
| FA Emirater   | 3     | 51-66 | 0     |

#### Gruppe F
| Dato | Kamp             | Res.  |
| ---- | ---------------- | ----- |
| ?    | Sydkorea - Japan | 22-19 |
| ?    | Sydkorea - Kina  | 33-30 |
| ?    | Sydkorea - Qatar | 24-20 |
| ?    | Japan - Qatar    | 26-14 |
| ?    | Kina - Japan     | 22-19 |
| ?    | Qatar - Kina     | 19-15 |

| Hold     | Kampe | Mål   | Point |
| -------- | ----- | ----- | ----- |
| Sydkorea | 3     | 79-69 | 6     |
| Japan    | 3     | 64-58 | 2     |
| Kina     | 3     | 67-71 | 2     |
| Qatar    | 3     | 53-65 | 2     |

### Placeringskampe

#### Kampe om 5.- til 8.-pladsen
De to hold, som sluttede på tredjepladserne i hovedrundegrupperne, spillede om 5.- og 6.-pladsen, mens holdene, der sluttede på fjerdepladserne, spillede om 7.- og 8.-pladsen.
| \| Dato \| Kamp \| Res. \| \| ------------------ \| ------------------- \| ----- \| \| Kamp om 7.-pladsen \| \| \| \| ? \| Qatar - FA Emirater \| 26-23 \| \| Kamp om 5.-pladsen \| \| \| \| ? \| Kina - Bahrain \| 26-25 \| |                     |       |
| Dato | Kamp                | Res.  |
| Kamp om 7.-pladsen |                     |       |
| ? | Qatar - FA Emirater | 26-23 |
| Kamp om 5.-pladsen |                     |       |
| ? | Kina - Bahrain      | 26-25 |

### Semifinaler, bronzekamp og finale
| \| Dato \| Kamp \| Res. \| \| ----------- \| ------------------------ \| ----- \| \| Semifinaler \| \| \| \| ? \| Sydkorea - Saudi-Arabien \| 32-22 \| \| ? \| Kuwait - Japan \| 24-19 \| \| Bronzekamp \| \| \| \| ? \| Japan - Saudi-Arabien \| ?-? \| \| Finale \| \| \| \| ? \| Sydkorea - Kuwait \| 26-22 \| |                          |       |
| Dato | Kamp                     | Res.  |
| Semifinaler |                          |       |
| ? | Sydkorea - Saudi-Arabien | 32-22 |
| ? | Kuwait - Japan           | 24-19 |
| Bronzekamp |                          |       |
| ? | Japan - Saudi-Arabien    | ?-?   |
| Finale |                          |       |
| ? | Sydkorea - Kuwait        | 26-22 |